# علیرضا میرزائیان
علیرضا میرزائیان (زاده ۲۳ آبان ۱۳۸۲ در سبزوار استان خراسان رضوی) بازیکن تیم ملی کبدی مردان ایران است.او جزو لژیونرهای ایران در لیگ ستارگان کبدی جهان در هند می‌باشد و برای باشگاه یومومبای بمبئی این کشور بازی می‌کند.

## افتخارات
- مدال نقره رقابت‌های کبدی قهرمانی جوانان جهان 2022[۷][۸]
- مدال نقره رقابت‌های کبدی قهرمانی بزرگسالان آسیا ۲۰۲۳ کره جنوبی[۹][۱۰]
- مدال نقره بازی‌های آسیایی ۲۰۲۲[۱۱][۱۲]